# 潘塔利哈
49°18′58″N 25°27′28″E / 49.31611°N 25.45778°E
潘塔利哈（烏克蘭語：Панталиха），是烏克蘭的村落，位於該國西部捷爾諾波爾州，由捷尔诺波尔区負責管轄，始建於1989年，面積0.18平方公里，2001年人口65，人口密度每平方公里355.2人。